# Open Invention Network
Open Invention Network（略称OIN）はアメリカ合衆国の企業コンソーシアムである。同社は特許を買収し、Linux、Linuxに関連するシステムやアプリケーションに対しその特許を主張しないことに同意した企業、個人に同社が買収した特許をロイヤルティー・フリーでライセンスする。

## 歴史
ノースカロライナ州ダーラムに基盤を持つ同社は2005年11月10日、IBM、ノベル、レッドハット、ソニーにより設立された。その後NEC、フィリップスがメンバーに加わっている。キース・バーゲルトは同社のCEOである。バーゲルトは以前Paradox Capital, LLCの会長、CEOを務めていた。OINは以前ノベルが1,550万ドルにて買収したCommerce OneのWebサービス特許を同社より寄贈されている。この特許は最新のB2B向け電子商取引における規範的基礎を成すものである。OINの設立会員企業は、プールされた特許を第三者の参加を促進することならびにLinux、Linux関連アプリケーションに対する法的な脅迫を防止することを目的して利用する。2011年4月時点でOINのライセンシーは300以上の企業、組織、個人に上った。レッドハットのマーク・ウェビンクによると、とりわけOINにより重視されるキー・アプリケーションには、以下のものが含まれる。
- Apache
- Eclipse
- Evolution
- 389 Directory Server（英語版）
- Firefox
- GIMP
- GNOME
- KDE
- Mono
- Mozillaスイート
- MySQL
- OpenLDAP
- OpenOffice.org、LibreOffice
- Open-Xchange（英語版）
- Perl
- PostgreSQL
- Python
- Samba
- Security-Enhanced Linux
- Sendmail
- Mozilla Thunderbird
- ファイル (GNOME)

2007年3月26日、オラクルは同社の特許ポートフォリオをOINに許諾した。すなわち、同社はOINに対し、同社製品の有力な競合製品でありGNU/Linuxの一部として利用されるMySQLやPostgreSQLを含むGNU/Linuxベースの環境へ、同社特許の主張を行わないことに合意し、ライセンシーとしてOINの企業コンソーシアムに参加した（この合意と関係なく後にMySQLは母体のサンごとオラクルに買収されている）。また2007年8月7日にはGoogleがOINに特許ライセンシーとして参加した。2007年10月2日、Barracuda NetworksはOINにライセンシーとして参加した（2008年1月、トレンドマイクロはBarracuda Networksを特許権侵害で提訴している。詳しくは記事"ソフトウェア特許とフリーソフトウェア#特許権侵害の主張"を参照）。2009年3月23日、TomTomはOINにライセンシーとして参加した。これに先立つこと同年2月にマイクロソフトはTomTomを特許権侵害で提訴している。またOIN参加から1週間後の同年3月30日には、両社は和解している。

## マイクロソフトの「パテント・トロール」戦略への対抗
2009年9月初旬、OINは別の防衛特許管理団体、Allied Security Trustから30もの特許を買い取った。これら特許はプライベート・オークションでマイクロソフトから買い取ったとAllied Security Trustは主張している。ただこの特許はLinuxと関連があるとの触れ込みで競売に掛けられていただけでマイクロソフトが実際売りに出していたのかははっきりしないようである。仮にこれら特許がパテント・トロールによって買収されてしまったならば、Linux開発者、頒布者、ユーザー全てがロイヤルティーによる莫大な金銭的損失を蒙る可能性が高かった。OINはこの問題を特許買収によって回避することができた。

## OINへの参加方法
OINは3つの参加者層を持つ。それぞれの参加者層は自社が行った発明、保持する特許の尺度に合わせ、オープンソース推進並びにGNU/Linuxコミュニティのための自由を前進させることを保証する手助けを担う。
- Founding Members — OINは6つの先進的団体により設立された。それぞれ知的財産権と何らかの関連を持つ企業であり、Linuxを基にしたシステムの有効性と保護をミッションとするOINに賛同し、その設立に関わったオリジナルのメンバーである。OIN Founding Membersは、IBM、NEC、ノベル、フィリップス、レッドハットそしてソニーから成る。
- Associate Members — Associate Members（賛助会員）はLinuxベースシステムへの移行、マイグレーションを推進し、成熟した市場への変化を担うなどLinux関連において指導的立場にある企業から募集される。Associate Membersは彼らのOINへの誓約とOINのメンバー活動を目的として、Linuxコミュニティへのコミットメントを行い、Linuxベースシステムの成長の妨げとなる特許の問題を広く知らしめるため活動する。
- Licensees — Linuxシステムに対し保持する特許ポートフォリオを行使しないと約束する任意の企業、団体がOINのLicensees（ライセンシー）となる資格がある。Licenseesは成長する価値ある戦略的特許ポートフォリオにロイヤルティー・フリーでアクセス可能となる権利を得るだけではなく、OINが懸念するLinuxが関連する特許問題に対しOINと逐次情報交換を行うことができる。また、OINが提供するLinux Defendersなどのリソースへのアクセスが可能となる。Linux DefendersはLinuxに対し潜在的に影響を与える特許問題の対処を目的として設立された下部組織である（後述）。Founding Members、Associate Membersも含めたOINのLicenseesはGNU/Linuxの作り出すエコシステムの中で、「行動の自由」を完全に得るということ保証する共通の目標を持つ企業コミュニティに対しても関与を深める。彼らの統一したLinuxへのコミットメントを通じて、Linux、それだけではなく、自由ソフトウェア、オープンソースソフトウェアによる技術革新と対立する企業によって引き起こされる特許攻撃の負の効果をできる限り軽減する[12]。

2010年6月22日、OINは新しいAssociate Memberプログラムと、ライセンシーのCanonicalを最初のAssociate Membersに任命することを発表した。この発表は、反ソフトウェア特許活動家でソフトウェア特許反対運動"NoSoftwarePatents"の創設者であり、欧州のロビイストとして有名であるフローリアン・ミュラーの非難を招いた。彼はOINは透明性が欠如しており、受け入れる特許防護のスコープが恣意的に定義されていることに対し以前からOINを批判していた。

## Linux Defenders
知的財産の買収とロイヤルティー・フリーでのライセンシングによるLinux保護の活動だけではなく、OINはもはや特許攻撃の道具にしか使われないような低品質の特許とそれを運用するパテント・トロールを根絶やしにするためのフリー・サービスを提供かつ後援している。貧困な発想の特許の根絶と高品質な特許のみを保護することを目的として、このLinux Defendersプログラムは個人、団体が、以下に述べる関連プロジェクトへ効率よく貢献できるようになっている。
- “Defensive Publications” - 特許をまだ取得されていない「既知の」発明を集積し、広く公開する防衛的開示（英語版）プロジェクト。このような発明に基づく後発特許の出願審査請求を各国特許庁に却下させることを促すのがその主な目的である。概して防衛的開示というのは、Linuxだけではなく、より広く、オープンソースコミュニティが有用な先行技術（英語版）を創り出す契機となる。これら先行技術は、Linux自身ならびにその「行動の自由」すなわち 製品、サービス、アプリケーションにおけるイノベーションの発展のためのLinux利用に対し有利に働く。
- “Peer-to-Patent（英語版）” - 特許審査における透明性確保と進歩性、新規性検証の新たな手法として日本国特許庁など各国の特許庁にも注目されている[17]オンライン・ピア・レビューシステム。USPTOによるパイロット・テストが実施されている[18]。このプログラムは、Linuxだけではなく、より広く、オープンソースコミュニティからの先行技術の提供を求めるコミュニティ・プログラムであり、特許審査官により現在審査中の公開特許請求に対し、それと関連する先行技術を審査官に通知することを目的としている。このようにして各国特許庁に関連する先行技術についての注意を促し、最も進歩性、新規性の高い発明にのみ実際に特許を与えることにつなげる。
- “Post-Issue Peer to Patent” - 前述のパイロット・プログラムと同様に、Linux、そしてより広くオープンソースコミュニティからの先行技術の提供を求めるUSPTOのプロジェクト[18]。このプロジェクトの目的は、各国特許庁の関連先行技術の認識不足により誤って認可されてしまった特許の無効化を求めることである。

Linux Defendersはすべての貢献者に対し無償で提供される。Defensive Publicationsのデータベースには各国の特許審査官がアクセスでき、そのホスティングは本コミュニティ・プログラムのスポンサーにより賄われている。

## OINに対する見解
いくつかの好意的な見方として、著名なオープンソース・エディターやブロガーはOINがコミュニティにとって有益であると考えている。
- 「個人的な意見として、ソフトウェア特許は無くなるべきであると思うが、それらが存在する以上、OINのような団体は必要である。さもなくば、我々は裁判所の外に出ることができなくなってしまうだろう。OINは対等な場を提供するわけではないが、うまくやっている。」 -- ダナ・ブランケンホーン[19]
- 「Open Invention Network、Software Freedom Law Center、Linux Foundation、これら三者はLinuxを特許から守る手段を新たに作るため団結した。その手段とは、マーク・ウェビンク教授が現在在籍するNYU、NYLS（英語版）のPeer to Patentのメンバーにより運営される予定となっている。その名をLinux Defendersといい、稚拙な特許の認可を阻止するため先行技術（英語版）の発見をコミュニティに依頼するプロジェクトである。そして発見するのはまさにあなたがたである。時間が経つにつれて、このプロジェクトは重要な防壁となるだろう。私が理解する限り、本質的にこのプロジェクトは次のようなものである。特許出願は概して法外な費用がかかるため、特許攻撃を回避する最も有効な手段は防衛的開示（英語版）である。そのようなものが特許を妨げる先行技術となる。それはすごいことだ、親愛なるワトスン君。冗談ではなく、これはすばらしいアイデアである。」 -- パメラ・ジョーンズ[20]